# 石川賢治
石川 賢治（いしかわ けんじ、1945年1月2日 - ）は、福岡県出身の写真家。月光写真家。月明かりのみを用いて撮影する「月光写真」を撮り続けている。

## 略歴
1945年福岡県に生まれる。
1967年日本大学芸術学部写真学科を卒業。同年、ライトパブリシティ写真部入社。
1976年フリーの写真家としてコマーシャルフィルム及びスチルを数多く手掛ける。
1984年から1985年まで日本とサイパンにおいて月光写真の露出テストを繰り返す。
1986年サイパンで本格的に月光写真の撮影を開始、『月光浴』を発表。
以後、月光写真家として世界各地を巡り作品を撮り続け、写真集を多数発表。写真集と個展による発表を中心に活動を続けている。

## 写真集
- 1990年：『月光浴　Moonlight Blue』小学館
- 1993年：『新月光浴　神の降りた夜』集英社
- 1996年：『大月光浴　ORIENTAL MOON』小学館
- 1998年：『満月の花　Moonlight Flowers』小学館
- 1998年：『月光の屋久島』新潮社
- 2001年：『地球月光浴』新潮社
- 2003年：『京都月光浴』新潮社
- 2006年：『天地水月光浴』新潮社
- 2012年：『宙の月光浴  SPACE of SPRIT』小学館
- 2017年：『月光浴 青い星』小学館

## 写真展（抜粋）
1990年　
- ニューヨーク・Robin Gallery
- ニューヨーク・T＆N Gallery
- ラフォーレミュージアム原宿
- ニューヨーク・Jadite Gallery

1991年
- 東京・東京マリンギャラリー
- 松山・ラフォーレミュージアム松山

1992年
- 平塚・平塚ルミネ

1993年
- 東京・ラフォーレミュージアム原宿
- 福岡・福岡市美術館

1994年
- 広島・NTTホール

1997年
- 大阪・ハービスHALL

1998年
- 小倉・ラフォーレ小倉
- 東京・銀座ソニービルホール

1999年
- 新潟・ラフォーレ新潟
- 名古屋・名古屋パルコ

2000年
- 福岡・イムズホール
- 東京・ラフォーレミュージアム原宿
- 大阪・ハービスHALL

2001年
- 東京・銀座ソニービルSOMIDO HALL

2003年
- 東京・大丸ミュージアム東京
- 大阪・大丸ミュージアム大阪

2005年
- 仙台・藤崎仙台

2006年
- 東京・大丸ミュージアム

2007年
- 富山・ミュゼふくおかカメラ館

2009年
- 東京・オープンギャラリー(品川)キヤノンSタワー2階

2010年
- 福岡・福岡三越
- 富山・ミュゼふくおかカメラ館

2011年
- 東京・調布市文化会館たづくり

2012年
- 大阪・大丸ミュージアム

2014年
- 北海道・大丸札幌店 7階ホール
- 愛知・松坂屋ホール
- 東京・ハッセルブラッド・ジャパン ギャラリー

2016年
- 山口・下関大丸　7階文化ホール
- 富山・ミュゼふくおかカメラ館

2017年
- 東京・品川キヤノンギャラリー

2019年
- 福岡・天神イムズ9階　イムズホール

## 番組出演

### テレビ出演
- 『地球街道』（2008年、テレビ東京）
- 『Cool Japan』（2008年、NHKBS）
- 『週末の探検家』（2009年、ABC朝日放送）
- 『奇跡の地球物語』（2009年、テレビ朝日系）
- 『若冲ミラクルワールド』（2011年、NHKBSプレミアム）
- 『エコの作法』（2011年、BS朝日）
- 『極上 美の饗宴』（2012年、NHKBSプレミアム）
- 『涙と笑いの瞬間バラエティ・奇跡の一枚』（2012年、テレビ朝日系）
- 『美の壺　～テーマ「名月」～』（2013年、NHK BSプレミアム）
- 『美の壺　～テーマ「お月見」～』（2014年、NHK BSプレミアム）
- 『絶景にっぽん月の夜』（2016年、NHK BSプレミアム）
- 『ニッポン印象派　青の世界』（2017年、NHK BSプレミアム）

## 教科書での作品掲載
- 1999年　『心のとびらを』（日本造形教育研究会）小学図画工作教科書

- 2002年　『新しい国語』（東京書籍）中学国語教科書

- 2012年　『新しい国語』（東京書籍）中学国語教科書